# میلژن کرکا کلژاکویچ
میلژن کرکا کلژاکویچ (به کروات: Miljen Kreka Kljakovic) طراح تولید، صحنه و دکور اهل کرواسی است.
او در چند فیلم با امیر کوستوریتسا همکاری داشته و به‌عنوان طراح تولید فیلم اغذیه‌فروشی ژان پیر ژنه برندهٔ «جایزه سزار» و «آکادمی فیلم اروپا»، و همچنین برای راسپوتین: بنده شریر سرنوشت نامزد دریافت «جایزه اِمی» شده است.

## همکاری با پروژه فیلم محمد رسول‌الله
وی کار طراحی تولید(صحنه و دکور) فیلم محمد رسول‌الله ساخته مجید مجیدی را بر عهده داشته است.